# بلاكلي
بلاكلي (بالإنجليزية: Blakely, Georgia)‏ هي مدينة تقع في مقاطعة إيرلي، جورجيا بولاية جورجيا في الولايات المتحدة. تبلغ مساحة هذه المدينة 45.6 (كم²)، وترتفع عن سطح البحر 80 م، بلغ عدد سكانها 5068 نسمة في عام 2010 حسب إحصاء مكتب تعداد الولايات المتحدة.

## وصلات خارجية
- Cities & Counties - Georgia.gov